# Banana Shire
Koordinaten: 24° 23′ S, 150° 30′ O

Das Shire of Banana ist ein lokales Verwaltungsgebiet (LGA) im australischen Bundesstaat Queensland. Das Gebiet ist 28.550 km² groß und hat etwa 14.300 Einwohner.

## Geografie
Das Shire liegt im Osten des Staats etwa 425 km nordwestlich der Hauptstadt Brisbane.
Größte Ortschaft und Verwaltungssitz der LGA ist Biloela mit etwa 5.700 Einwohnern. Weitere Ortschaften sind Banana, Baralaba, Cracow, Dululu, Goovigen, Jambin, Moura, Taroom, Thangool, Theodore und Wowan.

## Geschichte
Nach 1850 wurde das Gebiet für die Viehzucht genutzt und 1862 entstand die Ortschaft Banana, benannt nach dem Ochsen eines Tierzüchters. Von 1880 bis 1930 war der sie Hauptort des gleichnamigen Bezirks, dann wurde der Verwaltungssitz nach Rannes verlegt und seit 1944 ist der Council in Biloela zu Hause. 2008 wurde das Shire mit einem Großteil des Taroom Shire zusammengelegt.

## Verwaltung
Der Banana Shire Council hat sieben Mitglieder. Sechs Councillor werden von den Bewohnern der sechs Divisions (Wahlbezirke) gewählt. Der Ratsvorsitzende und Mayor (Bürgermeister) wird zusätzlich von allen Bewohnern des Shires gewählt.